# FV101 Scorpion
Az FV101 Scorpion könnyűharckocsi, a CVR (Combat Vehicle Reconnaissance, Harci Felderítő Jármű) család tagja. Teljes nevén Tűz-Támogató Harci Felderítő Jármű (Scorpion). Az Alvis Vickers Harckocsigyár által gyártott harckocsi, 1973-tól 1994-ig állt hadrendben a Brit Szárazföldi Erők állományában. 3000 darabnál is több került legyártásra. Egyben a világ leggyorsabb harckocsija.

## Változatok

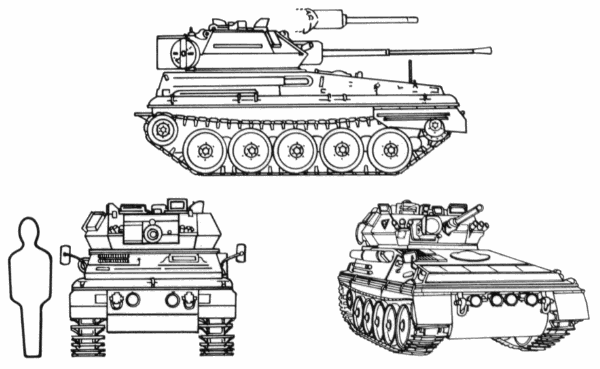
A Scorpion-Család vázlat rajzon

A Scorpion 90-es, a Scorpion harckocsi export változata 90mm-es Cockerill M.k3 M-A1 löveggel, beépített csőszájfékkel. A Malajziai, az Indonéz és a Venezuelai Fegyveres Erők állították hadrendbe.
Járművek a Scorpionnal megegyező harckocsitesttel
- FV102 Striker harckocsivadász
- FV103 Spartan páncélozott személyszállító jármű
- FV104 Samaritan páncélozott mentő
- FV105 Sultan harcálláspont jármű
- FV106 Samson páncélozott műszaki jármű
- FV107 Scimitar páncélozott felderítő jármű
- Sabre – Scorpion alvázára szerelt torony a Fox páncélozott felderítő járműről

## Alkalmazók
- Belgium hadereje (701 db Scorpion tank és változatai)
- Botswana hadereje
- Brunei hadereje
- Chile hadereje (Infantería de Marina- Chilei Tengerészgyalogság)
- India hadereje
- Irán hadereje (Imperial Iranian Army)
- Írország hadereje
- Jordánia hadereje
- Malajzia hadereje (26 db Scorpion 90-es)
- Indonézia hadereje (100 db Scorpion 90-es)
- Új-Zéland hadereje
- Omán hadereje
- Fülöp-szigetek hadereje (41 db Scorpion)
- Spanyolország hadereje
- Thaiföld hadereje
- Honduras hadereje
- Venezuela hadereje (90 db Scorpion 78 FV101-C.90 +6 FV104 +2 FV105 +4 FV106)
- Egyesült Királyság hadereje